# سان ديميتريو كوروني
سان ديميتريو كوروني (Arbëreshë: Shën Mitri) هي مدينة وبلدية في منطقة كالابريا في إيطاليا، على ارتفاع 521 مترا ويبلغ عدد سكانها 3387 نسمة. وتعد البلدة من أهم المراكز الثقافية للجاليات الألبانية في إيطاليا وتحافظ على اللغة الألبانية والطقوس والعادات والثقافة والهوية العرقية البيزنطية لأصلها. فهي موطن لكوليجيو سانت أدريانو، وهي مدرسة داخلية أنتجت العديد من الوطنيين والمنظرين/الثوار في حروب الاستقلال الإيطالية، وهي كائن ديني وثقافي مهم للحفاظ على الطقوس الشرقية والتقاليد الألبانية. وهي جزء من منطقة الكنيسة الإيطالية الألبانية التابعة لأبرشية لونغرو.
في قرية ماتشيا الألبانية الواقعة على ارتفاع 418 مترًا فوق مستوى سطح البحر، ولد جيرولامو دي رادا، فيت أربيريش، أبو الأدب الألباني الحديث.
لسنوات عديدة، تم تجميع الموسيقى والغناء والأصوات الجديدة للألبان الإيطاليين هنا في "مهرجان أغنية أربيريش".

## وصلات خاجية
- الموقع الرسمي